# كارلا ميدينا
كارلا ميدينا (بالإسبانية: Carla Medina)‏ هي مغنية وممثلة مكسيكية، ولدت في 29 يونيو 1984 في مونتيري في المكسيك.

## وصلات خارجية
- كارلا ميدينا على موقع IMDb (الإنجليزية)
- كارلا ميدينا على موقع ميوزك برينز (الإنجليزية)
- كارلا ميدينا على موقع أول ميوزيك (الإنجليزية)
- كارلا ميدينا على موقع قاعدة بيانات الفيلم (الإنجليزية)